# Osman Đikić
Osman Đikić, född 7 januari 1879 i Mostar, död 30 mars 1912 i Mostar, var en bosniakisk poet och dramatiker från Mostar, i dagens Bosnien och Hercegovina. Några av hans mest kända verk är Pobratimstvo 1900, Muslimanskoj mladeži 1902, Ašiklije 1903, Zlatija 1906, Stana 1906, och Muhadžir 1909. Han är också författare till flera sevdalinka-sånger, bland annat Đaurko mila, Ašik ostah na te oči och Đela Fato đela zlato.